# Katedrála svatého Ondřeje (Bordeaux)
Katedrála svatého Ondřeje (francouzsky Cathédrale Saint-André) ve francouzském městě Bordeaux je římskokatolická katedrála sloužící jako sídlo arcibiskupství Bordeaux.
V roce 1862 byla katedrála zařazena mezi Monument historique. Od roku 1998 je jako součást poutnické cesty do Santiaga de Compostela zapsána na seznamu světového dědictví UNESCO.

## Popis
Katedrála je 124 m dlouhá, 18 m široká v boční lodi, 23 metrů vysoká v hlavní lodi a 29 m v chóru. Převážně gotická stavba (konec 12. století až 15. století) rozšířila románský kostel ze kterého se zachovala západní hlavní loď. Předchozí kostel vysvětil v roce 1096 papež Urban II.
V roce 1137 se v něm vzali Eleonora Akvitánská a Ludvík VII. Francouzský, a v roce 1615 Ludvík XIII. a Anna Habsburská.
Během Francouzské revoluce byl zničen interiér, samotná katedrála byla využívána jako stodola.